# Mehdi Cerbah
Mehdi Cerbah (Algeri, 3 gennaio 1953 – 29 ottobre 2021) è stato un allenatore di calcio e calciatore algerino, di ruolo portiere.

## Carriera

### Nazionale
Con la Nazionale algerina ha preso parte ai Mondiali 1982 disputandovi 3 partite.